# Olios atomarius
Olios atomarius là một loài nhện trong họ Sparassidae.
Loài này thuộc chi Olios. Olios atomarius được Eugène Simon miêu tả năm 1880.